# Lista siturilor arheologice din județul Olt - C
Lista siturilor arheologice din județul Olt - C conține toate siturile arheologice din județul Olt înscrise în Repertoriul Arheologic Național (RAN) și aflate în localități al căror nume începe cu litera C. RAN este administrat de Ministerul Culturii și Patrimoniului Național și cuprinde date științifice, cartografice, topografice, imagini și planuri, precum și orice alte informații privitoare la zonele cu potențial arheologic, studiate sau nu, încă existente sau dispărute.
Puteți căuta un sit din localitățile care încep cu litera C folosind formularul de mai jos sau puteți naviga prin toate siturile din județ la Lista siturilor arheologice din județul Olt.
| Cod RAN                                   | Denumire | Localitate                      | Adresă                                                                    | Datare                                 | Descoperit | Coordonate                                    | Imagine           | Erori            |
| ----------------------------------------- | --- | ------------------------------- | ------------------------------------------------------------------------- | -------------------------------------- | ---------- | --------------------------------------------- | ----------------- | ---------------- |
| 125551.01.01 (Cod LMI: OT-I-s-A-08492)    | Cetatea romano-bizantină Sucidava de la Corabia - Celei / ansamblu anonim (Categorie: locuire civilă) (Tip: Așezare)                                                      | oraș Corabia                    | Str.Sucidava nr.66 bis, punct Celei                                       | Celei                                  |            | 43°45′48″N 24°27′34″E / 43.76333°N 24.45944°E | Încărcați imagine | Raportați eroare |
| 125551.01.02 (Cod LMI: OT-I-s-A-08492)    | Cetatea romano-bizantină Sucidava de la Corabia - Celei / ansamblu anonim (Categorie: locuire civilă) (Tip: Așezare fortificată)                                          | oraș Corabia                    | Str.Sucidava nr.66 bis, punct Celei                                       | sec.IV a. Chr. - I p. Chr.             |            | 43°45′48″N 24°27′34″E / 43.76333°N 24.45944°E | Încărcați imagine | Raportați eroare |
| 125551.01.02 (Cod LMI: OT-I-s-A-08492)    | Cetatea romano-bizantină Sucidava de la Corabia - Celei / complex G.6/2000 (Categorie: locuire civilă) (Tip: groapă)                                                      | oraș Corabia                    | Str.Sucidava nr.66 bis, punct Celei                                       | geto-dacică sec. I a. Chr. - I p. Chr. |            | 43°45′48″N 24°27′34″E / 43.76333°N 24.45944°E | Încărcați imagine | Raportați eroare |
| 125551.01.02 (Cod LMI: OT-I-s-A-08492)    | Cetatea romano-bizantină Sucidava de la Corabia - Celei / complex L.5/2001 (Categorie: locuire civilă) (Tip: locuință)                                                    | oraș Corabia                    | Str.Sucidava nr.66 bis, punct Celei                                       | geto-dacică                            |            | 43°45′48″N 24°27′34″E / 43.76333°N 24.45944°E | Încărcați imagine | Raportați eroare |
| 125551.01.02 (Cod LMI: OT-I-s-A-08492)    | Cetatea romano-bizantină Sucidava de la Corabia - Celei / complex L. 6/2001 (Categorie: locuire civilă) (Tip: locuință)                                                   | oraș Corabia                    | Str.Sucidava nr.66 bis, punct Celei                                       | geto-dacică                            |            | 43°45′48″N 24°27′34″E / 43.76333°N 24.45944°E | Încărcați imagine | Raportați eroare |
| 125551.01.02 (Cod LMI: OT-I-s-A-08492)    | Cetatea romano-bizantină Sucidava de la Corabia - Celei / complex G. 8/2001 (Categorie: locuire civilă) (Tip: groapă)                                                     | oraș Corabia                    | Str.Sucidava nr.66 bis, punct Celei                                       | geto-dacică                            |            | 43°45′48″N 24°27′34″E / 43.76333°N 24.45944°E | Încărcați imagine | Raportați eroare |
| 125551.01.02 (Cod LMI: OT-I-s-A-08492)    | Cetatea romano-bizantină Sucidava de la Corabia - Celei / complex Gr. 10/2001 (Categorie: locuire civilă) (Tip: groapă)                                                   | oraș Corabia                    | Str.Sucidava nr.66 bis, punct Celei                                       | geto-dacică                            |            | 43°45′48″N 24°27′34″E / 43.76333°N 24.45944°E | Încărcați imagine | Raportați eroare |
| 125551.01.02 (Cod LMI: OT-I-s-A-08492)    | Cetatea romano-bizantină Sucidava de la Corabia - Celei / complex Gr. 7/2001 (Categorie: locuire civilă) (Tip: groapă)                                                    | oraș Corabia                    | Str.Sucidava nr.66 bis, punct Celei                                       | geto-dacică                            |            | 43°45′48″N 24°27′34″E / 43.76333°N 24.45944°E | Încărcați imagine | Raportați eroare |
| 125551.01.02 (Cod LMI: OT-I-s-A-08492)    | Cetatea romano-bizantină Sucidava de la Corabia - Celei / complex Gr. 11/2001 (Categorie: locuire civilă) (Tip: groapă)                                                   | oraș Corabia                    | Str.Sucidava nr.66 bis, punct Celei                                       | geto-dacică                            |            | 43°45′48″N 24°27′34″E / 43.76333°N 24.45944°E | Încărcați imagine | Raportați eroare |
| 125551.01.02 (Cod LMI: OT-I-s-A-08492)    | Cetatea romano-bizantină Sucidava de la Corabia - Celei / complex Gr. 9/2001 (Categorie: locuire civilă) (Tip: groapă)                                                    | oraș Corabia                    | Str.Sucidava nr.66 bis, punct Celei                                       | geto-dacică sec. IV - III a. Chr.      |            | 43°45′48″N 24°27′34″E / 43.76333°N 24.45944°E | Încărcați imagine | Raportați eroare |
| 125551.01.03 (Cod LMI: OT-I-s-A-08492)    | Cetatea romano-bizantină Sucidava de la Corabia - Celei / ansamblu Sucidava (Categorie: locuire civilă) (Tip: Cetate)                                                     | oraș Corabia                    | Str.Sucidava nr.66 bis, punct Celei                                       | sec.III-VI                             |            | 43°45′48″N 24°27′34″E / 43.76333°N 24.45944°E | Încărcați imagine | Raportați eroare |
| 125551.01.03 (Cod LMI: OT-I-s-A-08492)    | Cetatea romano-bizantină Sucidava de la Corabia - Celei / ansamblu Sucidava / complex Gr. 2/2001 (Categorie: locuire civilă) (Tip: groapă)                                | oraș Corabia                    | Str.Sucidava nr.66 bis, punct Celei                                       |                                        |            | 43°45′48″N 24°27′34″E / 43.76333°N 24.45944°E | Încărcați imagine | Raportați eroare |
| 125551.01.03 (Cod LMI: OT-I-s-A-08492)    | Cetatea romano-bizantină Sucidava de la Corabia - Celei / ansamblu Sucidava / complex L. 3/2001 (Categorie: locuire civilă) (Tip: locuință)                               | oraș Corabia                    | Str.Sucidava nr.66 bis, punct Celei                                       |                                        |            | 43°45′48″N 24°27′34″E / 43.76333°N 24.45944°E | Încărcați imagine | Raportați eroare |
| 125551.01.03 (Cod LMI: OT-I-s-A-08492)    | Cetatea romano-bizantină Sucidava de la Corabia - Celei / ansamblu Sucidava / complex L. 4/2001 (Categorie: locuire civilă) (Tip: locuință)                               | oraș Corabia                    | Str.Sucidava nr.66 bis, punct Celei                                       |                                        |            | 43°45′48″N 24°27′34″E / 43.76333°N 24.45944°E | Încărcați imagine | Raportați eroare |
| 125551.01.03 (Cod LMI: OT-I-s-A-08492)    | Cetatea romano-bizantină Sucidava de la Corabia - Celei / ansamblu Sucidava / complex Gr. 6/2001 (Categorie: locuire civilă) (Tip: groapă)                                | oraș Corabia                    | Str.Sucidava nr.66 bis, punct Celei                                       |                                        |            | 43°45′48″N 24°27′34″E / 43.76333°N 24.45944°E | Încărcați imagine | Raportați eroare |
| 125551.01.04 (Cod LMI: OT-I-s-A-08492)    | Cetatea romano-bizantină Sucidava de la Corabia - Celei / ansamblu anonim (Categorie: locuire civilă) (Tip: Cetate)                                                       | oraș Corabia                    | Str.Sucidava nr.66 bis, punct Celei                                       | sec.XIV-XVI                            |            | 43°45′48″N 24°27′34″E / 43.76333°N 24.45944°E | Încărcați imagine | Raportați eroare |
| 125551.01.05 (Cod LMI: OT-I-s-A-08492)    | Cetatea romano-bizantină Sucidava de la Corabia - Celei / ansamblu anonim (Categorie: locuire civilă) (Tip: Locuire)                                                      | oraș Corabia                    | Str.Sucidava nr.66 bis, punct Celei                                       |                                        |            | 43°45′48″N 24°27′34″E / 43.76333°N 24.45944°E | Încărcați imagine | Raportați eroare |
| 125481.01.01 (Cod LMI: OT-I-m-A-08489)    | Situl arheologic medieval de la Caracal - "str. Mihai Viteazu, nr. 3" / ansamblu Ruinele curții domnești a lui Mihai Viteazul (Categorie: locuire) (Tip: Curte domnească) | municipiul Caracal              | str. Mihai Viteazu, nr. 3                                                 | sec. XVI                               |            |                                               | Încărcați imagine | Raportați eroare |
| 125481.01.02 (Cod LMI: OT-I-m-A-08489)    | Situl arheologic medieval de la Caracal - "str. Mihai Viteazu, nr. 3" / ansamblu Biserica Domnească (Categorie: locuire) (Tip: Biserică)                                  | municipiul Caracal              | str. Mihai Viteazu, nr. 3                                                 | sec. XVI                               |            |                                               | Încărcați imagine | Raportați eroare |
| 126175.01.01 (Cod LMI: OT-I-s-B-08490)    | Așezarea Glina de la Cârlogani - "Botul Stârcului" / ansamblu anonim (Categorie: locuire civilă) (Tip: Așezare)                                                           | sat Cârlogani, comuna Cârlogani | Botul Stârcului                                                           | Glina                                  |            |                                               | Încărcați imagine | Raportați eroare |
| 125551.05.01 (Cod LMI: OT-I-s-A-08495)    | Drumul roman de la Corabia - str. Libertății / ansamblu Drumul Sucidava - Romula (Categorie: construcție) (Tip: Drum)                                                     | oraș Corabia                    | str. Libertății                                                           | sec. II - III                          |            |                                               | Încărcați imagine | Raportați eroare |
| 125551.03.01 (Cod LMI: OT-I-s-B-08494)    | Așezarea medievală de la Corabia - "Cartier Celeiu" / ansamblu anonim (Categorie: locuire civilă) (Tip: Așezare)                                                          | oraș Corabia                    | Cartier Celeiu                                                            | sec. XIV - XVI                         |            |                                               | Încărcați imagine | Raportați eroare |
| 128338.01.01 (Cod LMI: OT-I-s-B-08496)    | Așezarea Latene de la Cornățelu / ansamblu anonim (Categorie: locuire civilă) (Tip: Așezare)                                                                              | sat Cornățelu, comuna Poboru    | Vâlceaua lui Păiuș                                                        | geto-dacică sec. II - I a. Chr.        |            |                                               | Încărcați imagine | Raportați eroare |
| 126415.01.01 (Cod LMI: OT-I-s-B-08510)    | Castrul roman de la Crâmpoia / ansamblu anonim (Categorie: locuire militară) (Tip: Castru de pământ)                                                                      | sat Crâmpoia, comuna Crâmpoia   |                                                                           | sec. II - III                          |            | 44°18′38″N 24°43′43″E / 44.31068°N 24.72861°E | Încărcați imagine | Raportați eroare |
| 126415.02.01 (Cod LMI: OT-I-m-B-08497.01) | Tell-ul eneolitic de la Crâmpoia - "Măgura din Islaz" / ansamblu anonim (Categorie: locuire civilă) (Tip: Așezare)                                                        | sat Crâmpoia, comuna Crâmpoia   | Măgura din Islaz                                                          | Sălcuța                                |            |                                               | Încărcați imagine | Raportați eroare |
| 126415.02.02 (Cod LMI: OT-I-m-B-08497.02) | Tell-ul eneolitic de la Crâmpoia - "Măgura din Islaz" / ansamblu anonim (Categorie: locuire civilă) (Tip: Așezare)                                                        | sat Crâmpoia, comuna Crâmpoia   | Măgura din Islaz                                                          | Gumelnița                              |            |                                               | Încărcați imagine | Raportați eroare |
| 126415.03.01 (Cod LMI: OT-I-s-B-08498)    | Tell-ul Gumelnița de la Crâmpoia - "Rentea" / ansamblu anonim (Categorie: locuire civilă) (Tip: Tell)                                                                     | sat Crâmpoia, comuna Crâmpoia   | Rentea                                                                    | Gumelnița                              |            | 44°18′46″N 24°43′25″E / 44.31278°N 24.72361°E | Încărcați imagine | Raportați eroare |
| 125980.01.01 (Cod LMI: OT-I-s-B-08499)    | Așezarea Vădastra de la Crușovu / ansamblu anonim (Categorie: locuire civilă) (Tip: Așezare)                                                                              | sat Crușovu, comuna Brastavățu  |                                                                           | Vădastra                               |            |                                               | Încărcați imagine | Raportați eroare |
| 126237.01.01 (Cod LMI: OT-I-s-B-08516)    | Situl arheologic de la Colonești - "Terasa Letiței" / ansamblu anonim (Categorie: locuire civilă) (Tip: Așezare)                                                          | sat Colonești, comuna Colonești | Terasa Letiței                                                            | geto-dacică sec. I a. Chr.             |            |                                               | Încărcați imagine | Raportați eroare |
| 126237.01.02 (Cod LMI: OT-I-m-B-08516.02) | Situl arheologic de la Colonești - "Terasa Letiței" / ansamblu anonim (Categorie: locuire civilă) (Tip: Așezare)                                                          | sat Colonești, comuna Colonești | Terasa Letiței                                                            | dacilor liberi sec. II - III           |            |                                               | Încărcați imagine | Raportați eroare |
| 126932.01.01                              | Așezarea Latene de la Chilia / ansamblu anonim (Categorie: locuire civilă) (Tip: Așezare)                                                                                 | sat Chilia, comuna Făgețelu     |                                                                           | dacilor liberi sec. III                |            |                                               | Încărcați imagine | Raportați eroare |
| 125551.04.01                              | Așezarea hallstattiana de la Corabia / ansamblu anonim (Categorie: locuire civilă) (Tip: Așezare)                                                                         | oraș Corabia                    |                                                                           |                                        |            |                                               | Încărcați imagine | Raportați eroare |
| 125551.02.01 (Cod LMI: OT-I-s-A-08491)    | Așezarea romano-bizantină de la Corabia-Celei / ansamblu anonim (Categorie: locuire civilă) (Tip: Așezare)                                                                | oraș Corabia                    | Celei                                                                     | sec. II - III                          |            |                                               | Încărcați imagine | Raportați eroare |
| 125551.02.02 (Cod LMI: OT-I-s-A-08491)    | Așezarea romano-bizantină de la Corabia-Celei / ansamblu anonim (Categorie: locuire civilă) (Tip: necropola)                                                              | oraș Corabia                    | Celei                                                                     |                                        |            |                                               | Încărcați imagine | Raportați eroare |
| 125551.06.01                              | Așezarea Vădastra de la Corabia - Malul Bălții / ansamblu anonim (Categorie: locuire civilă) (Tip: Așezare)                                                               | oraș Corabia                    | Malul Bălții                                                              | Vădastra                               |            |                                               | Încărcați imagine | Raportați eroare |
| 125551.07 (Cod LMI: OT-I-s-B-08493)       | Fântâna romană de la Corabia / ansamblu anonim (Categorie: construcție)                                                                                                   | oraș Corabia                    |                                                                           |                                        |            |                                               | Încărcați imagine | Raportați eroare |
| 125980.02.01                              | Așezarea Sălcuța de la Crușovu / ansamblu anonim (Categorie: locuire) (Tip: Tell)                                                                                         | sat Crușovu, comuna Brastavățu  |                                                                           | Sălcuța                                |            |                                               | Încărcați imagine | Raportați eroare |
| 125481.02.01                              | Drumul roman de la Caracal- DN6 de la km 160+862 la km 160+872 / ansamblu anonim (Categorie: locuire) (Tip: Drum)                                                         | municipiul Caracal              | DN6 de la km 160+862 la km 160+872                                        |                                        |            |                                               | Încărcați imagine | Raportați eroare |
| 125481.03.01                              | situl arheologic de la Caracal- km. 0+440-km 0+570 ai DN6 - varianta Ocolitoare a Municipiului Caracal / ansamblu anonim (Categorie: locuire) (Tip: așezare)              | municipiul Caracal              | km. 0+440-km 0+570 ai DN6 - varianta Ocolitoare a Municipiului Caracal    | sec. II-III                            |            |                                               | Încărcați imagine | Raportați eroare |
| 125481.04.02                              | Situl arheologic de la Caracal-Km. 0+890 la Km 1+200 ai DN6 - varianta Ocolitoare a Municipiului Caracal / ansamblu anonim (Categorie: locuire) (Tip: Locuire)            | municipiul Caracal              | Km. 0+890 la Km 1+200 ai DN6 - varianta Ocolitoare a Municipiului Caracal | sec. II-III                            |            | 44°06′34″N 24°22′25″E / 44.10958°N 24.37361°E | Încărcați imagine | Raportați eroare |
| 125481.04.03                              | Situl arheologic de la Caracal-Km. 0+890 la Km 1+200 ai DN6 - varianta Ocolitoare a Municipiului Caracal / ansamblu anonim (Categorie: locuire) (Tip: Locuire)            | municipiul Caracal              | Km. 0+890 la Km 1+200 ai DN6 - varianta Ocolitoare a Municipiului Caracal | sec. XVIII-XIX                         |            | 44°06′34″N 24°22′25″E / 44.10958°N 24.37361°E | Încărcați imagine | Raportați eroare |
| 125481.04.03                              | Situl arheologic de la Caracal-Km. 0+890 la Km 1+200 ai DN6 - varianta Ocolitoare a Municipiului Caracal / ansamblu anonim (Categorie: locuire) (Tip: Locuire)            | municipiul Caracal              | Km. 0+890 la Km 1+200 ai DN6 - varianta Ocolitoare a Municipiului Caracal |                                        |            | 44°06′34″N 24°22′25″E / 44.10958°N 24.37361°E | Încărcați imagine | Raportați eroare |